# Beauchêne, Loir-et-Cher
Beauchêne är en kommun i departementet Loir-et-Cher i regionen Centre-Val de Loire i de centrala delarna av Frankrike. Kommunen ligger i kantonen Mondoubleau som tillhör arrondissementet Vendôme. År 2022 hade Beauchêne 165 invånare.

## Befolkningsutveckling
Antalet invånare i kommunen Beauchêne
| Referens: INSEE |